# 罗恩·弗里曼
罗恩·弗里曼（英語：Ron Freeman，1947年6月12日—），美国男子田径运动员，主攻短跑。他曾代表美国参加1968年夏季奥林匹克运动会田径比赛，获得一枚金牌和一枚铜牌。